# Distretto di Sam Sung
Il distretto di Sam Sung (in thailandese: ซำสูง) è un distretto (amphoe) della Thailandia, situato nella provincia di Khon Kaen.